# Flat white

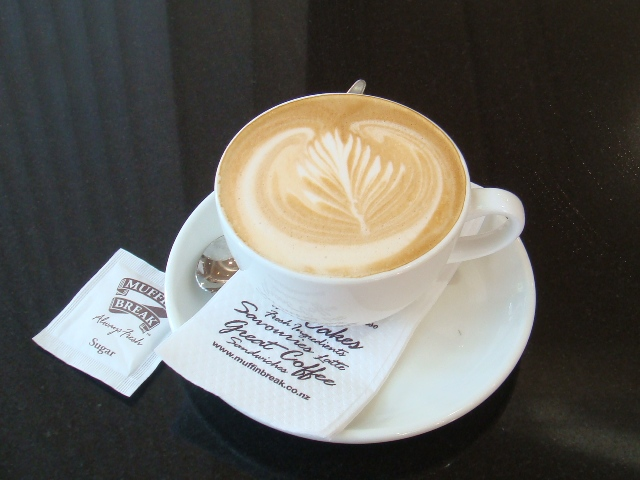

Flat white – napój kawowy pochodzący z Australii lub Nowej Zelandii. Jest przygotowywany poprzez zalanie jednej lub dwóch porcji espresso spienionym mlekiem o jednorodnej, aksamitnej konsystencji. W odróżnieniu od caffè latte jest zazwyczaj podawane w kubku lub dużej filiżance i ma na wierzchu mniej piany z mleka (która na caffè latte tworzy wyraźną osobną warstwę).
Napój ten jest szczególnie popularny w Nowej Zelandii i Australii, choć część sieci kawiarni, takich jak Starbucks, Costa Coffee czy Caffè Nero, wprowadziło go do swoich menu w wielu krajach świata.